# Vikki Carr
Vikki Carr, nome artístico de Florencia Vicenta de Casillas Martinez Cardona (El Paso, Texas, 19 de julho de 1941), é uma cantora norte-americana, humanitária e vencedora de três Grammy Awards. Ela já se apresentou em uma variedade de gêneros musicais, incluindo jazz, pop e country, mas ganhou maior notoriedade na Espanha.

## Carreira
Cardona nasceu em El Paso, nos Texas. Depois de usar "Vikki Carr" como nome artístico, ela assinou um contrato com a Liberty Records no ano de 1962. Seu primeiro single que alcançou sucesso foi He's a Rebel, em português, Ele é um rebelde, chegando ao #5 lugar na Austrália e #115 nos Estados Unidos. Seu produtor, Phil Spector, ouviu Carr cortar uma música no estúdio e imediatamente gravou uma versão cover, que atingiu o primeiro lugar nos Estados Unidos. Em 1966, Carr fez uma turnê em que visitou o Vietnã do Sul com o ator e comediante Danny Kaye, com o objetivo de entreter as tropas americanas que lá se encontravam. No ano seguinte, seu álbum It Must Be Him foi gratificado com 3 Grammy Awards. A faixa-título alcançou a #3 posição na Billboard Hot 100 NOS Estados Unidos em 1967. It Must Be Him vendeu mais de 1 milhão de cópias e foi premiado com um disco de ouro. Carr também tinha outras duas canções, The Lesson de 1968 e With Pen in Hand de 1969, que foram ao Top 40 do Reino Unido. Em torno desse tempo, Dean Martin a chamou de "a melhor cantora feminina nos negócios". Carr teve 10 singles que alcançaram as paradas pop dos Estados Unidos da América e 13 álbuns que fizeram as paradas de álbuns pop dos Estados Unidos.
Em 1968, ela gravou seis especiais para a London Weekend TV. Ela apareceu em vários programas de televisão, como o ABC's The Bing Crosby Show entre 1964 e 1965. Em 1970, ela foi nomeada a "Mulher do Ano" pelo jornal Los Angeles Times. Carr também foi convidada a apresentar o programa The Tonight Show Starring Johnny Carson em 1973. Ela recebeu uma estrela na Calçada da Fama  e foi convidada por cinco presidentes para cantar em cerimônias presidenciais de Richard Nixon, Gerald Ford, Ronald Reagan, George Bush e Bill Clinton.
Nos anos 1980 e 1990, Carr teve um enorme sucesso no mundo da música latina, vendendo o Grammy de Melhor Performance Mexicano-Americana em 1986 para o seu álbum Simplesmente Mujer, Melhor Álbum Pop Latino em 1992 para Cosas del Amor e Melhor Performance Mexicano-Americana em 1995, para Recuerdo a Javier Solis. Ela também recebeu indicaões ao Grammy para os discos Brindo a La Vida, All Bolero, A Ti (1983) e Emociones (1996). Seus inúmeros singles em espanhol incluem Total, Discúlpame, Déjame, Hay Otro en Tu Lugar, Esos Hombres, Mala Surte e Cosas del Amor. A última canção passou mais de dois meses em 1º lugar nas paradas latinas dos Estados Unidos, pelo ano de 1991, seu maior hit em língua espanhola dos EUA. Seus álbuns em espanhol também foram certificados com certificado de ouro e platina no México, Chile, Porto Rico, Venezuela, Costa Rica, Colômbia e Equador. Ela também foi nomeada ao Latin American Dub e ao Disney's Oliver and Company.
Em 1999, ela gravou um especial de TV para a PBS TV, chamados de Vikki Carr: Memories, Memorias, em que ela performou músicas bilíngues populares da década de 1940 e 19590. Seus convidados eram Pepe Aguilar, Arturo Sandoval e Jack Jones. Em 2001, ela lançou o álbum de férias bilíngue, chamado The Vikki Carr Christmas Album.
Em 2002, ela apareceu com grande sucesso em uma produção de Los Angeles feita por Stephen Sondheim para o musical Follies, que também contou com a presença de Hal Linden, Patty Duke e Harry Groener. Em 2006, Carr fez uma apariação especial em um thriller straight-to-video chamado Puero Vallarta Squeeze. Em 2008, Carr organizou um especial para a PBS TV, denominado de Fiesta Mexicana, onde celebrou a música, a dança e aspectos culturais em gerais do México. Mais tarde, naquele mesmo ano, ela foi homenageada com um Grammy Lifetime Achievement Award da Latin Academy Recording. Ela também fez aparição na cerimônia do Grammy Latino, no qual ela cantou Cosas del Amor, com Olga Tañón e Jenni Rivera.
Vikki Carr  gravou um álbum de rock latino chamado El Chicano, onde canta Sabor A Mi.

## Trabalho de caridade
Respeitada tanto como artista e humanitária, Vikki Carr dedica seu tempo para muitas instituições de caridade, incluindo a United Way of America, American Lung Association, Muscluar Dystrophy Association e o hospital St. Jude. Por 22 anos, ela realizou concertos beneficentes para apoiar a Holy Cross High School, em San Antonio, nos Texas. Em 1971, ela criou a fundação Vikki Carr Scolarship Foundation, dedicada a oferecer bolsas de studo para estudantes latino-americanos na Califórnia e no Texas. Até hoje, a sua fundação concedeu mais de 280 bolsas de estudo no valor de mais de um quarto de um milhão de dólares.

## Discografia

### Álbuns
| Ano  | Álbum                                   | US 200 | US Latin | UK | Notas                                           |
| ---- | --------------------------------------- | ------ | -------- | -- | ----------------------------------------------- |
| 1963 | Color Her Great!                        | -      | -        | -  |                                                 |
| 1964 | Discovery!                              | 114    | -        | -  |                                                 |
| 1964 | Discovery Vol. II                       | -      | -        | -  |                                                 |
| 1965 | Anatomy of Love                         | -      | -        | -  | Encartes por Ethel Merman                       |
| 1966 | The Way of Today!                       | -      | -        | 31 |                                                 |
| 1967 | Intimate Excitement                     | -      | -        | -  |                                                 |
| 1967 | It Must Be Him                          | 12     | -        | 12 | Lançamento no Reino Unido e Estados Unidos      |
| 1968 | Vikki!                                  | 63     | -        | -  |                                                 |
| 1968 | Don't Break My Pretty Balloon           | -      | -        | -  |                                                 |
| 1969 | For Once in My Life                     | 29     | -        | -  | Canção ao vivo                                  |
| 1970 | Nashville By Carr                       | 111    | -        | -  | Gravada em Nashville                            |
| 1971 | The Ways to Love a Man                  | -      | -        | -  |                                                 |
| 1971 | Que Sea El                              | -      | -        | -  |                                                 |
| 1971 | Vikki Carr's Love Story                 | 60     | -        | -  |                                                 |
| 1971 | Superstar                               | 118    | -        | -  |                                                 |
| 1972 | The First Time Ever (I Saw Your Face)   | 146    | -        | -  | Song Sung Blue no Reino Unido                   |
| 1972 | En Español                              | 106    | -        | -  |                                                 |
| 1973 | Ms. America                             | 142    | -        | -  |                                                 |
| 1973 | Live at the Greek Theatre               | 172    | -        | -  |                                                 |
| 1974 | One Hell of a Woman                     | 155    | -        | -  |                                                 |
| 1975 | Hoy                                     | 203    | -        | -  |                                                 |
| 1976 | The Story of a Woman                    | -      | -        | -  | Ao vivo no Japão (lançado apenas no Japão)      |
| 1980 | Y El Amor                               | -      | -        | -  |                                                 |
| 1981 | El Retrato Del Amor                     | -      | -        | -  |                                                 |
| 1982 | Vikki Carr                              | -      | -        | -  |                                                 |
| 1984 | A Todos                                 | -      | -        | -  |                                                 |
| 1985 | Simplemente Mujer                       | -      | -        | -  | #3 US Regional MX / #15 US Latin Pop            |
| 1986 | Promesas                                | -      | -        | -  |                                                 |
| 1986 | Esta Noche Vendras                      | -      | -        | -  |                                                 |
| 1986 | OK Mr. Tango                            | -      | -        | -  | Participação de Mariano Mores                   |
| 1987 | Dos Corazones (com Vicente Fernández)   | -      | -        | -  | #2 US Regional MX                               |
| 1987 | Me Enloqueces                           | -      | -        | -  |                                                 |
| 1988 | Esos Hombres                            | -      | -        | -  | #4 US Latin Pop                                 |
| 1990 | Set Me Free                             | -      | -        | -  | Várias canções do álbum Esos Hombres' em inglês |
| 1991 | Cosas del Amor                          | -      | -        | -  | #1 US Latin Pop                                 |
| 1992 | It Must Be Him - The Best Of Vikki Carr | -      | -        | -  |                                                 |
| 1993 | Brindo a La Vida, Al Bolero, A Ti       | -      | -        | -  |                                                 |
| 1994 | Recuerdo a Javier Solís                 | -      | 35       | -  | #10 US Latin Pop                                |
| 1996 | Emociones                               | -      | -        | -  |                                                 |
| 1998 | Con el Mariachi Vargas de Tecalitlán    | -      | -        | -  |                                                 |
| 1999 | Memories, Memorias                      | -      | -        | -  | Álbum feito para o especial de PBS TV           |
| 2001 | The Vikki Carr Christmas Album          | -      | -        | -  |                                                 |
| 2012 | Viva La Vida                            | -      | 49       | -  | #16 US Latin Pop                                |

### Singles
- Os anos representam o ano de lançamento, não necessariamente o gráfico de hit.

| Ano  | Canção                                                | US 100 | US AC | US Latin | UK | AUS | Fonte                               |
| ---- | ----------------------------------------------------- | ------ | ----- | -------- | -- | --- | ----------------------------------- |
| 1962 | "I'll Walk the Rest of the Way"                       | -      | -     | -        | -  | -   | Single                              |
| 1962 | "He's a Rebel"                                        | 115    | -     | -        | -  | 5   | Single                              |
| 1963 | "The Rose and Butterfly"                              | -      | -     | -        | -  | -   | Single                              |
| 1963 | "San Francisco"                                       | -      | -     | -        | -  | -   | Color Her Great!                    |
| 1963 | "Poor Butterfly/Stay"                                 | -      | -     | -        | -  | -   | Discovery!                          |
| 1964 | "Forget You"                                          | -      | -     | -        | -  | -   | Single                              |
| 1965 | "The Color of Love"                                   | -      | -     | -        | -  | -   | Single                              |
| 1965 | "Busca Ese Camino"                                    | -      | -     | -        | -  | -   |                                     |
| 1965 | "Unforgettable"                                       | -      | -     | -        | -  | -   | single                              |
| 1965 | "Tell Her of Our Love"                                | -      | -     | -        | -  | -   | Single                              |
| 1965 | "None But the Lonely Heart"                           | -      | -     | -        | -  | -   | Single                              |
| 1966 | "The Silencers"                                       | -      | -     | -        | -  | -   | Single                              |
| 1966 | "Heartaches"                                          | -      | -     | -        | -  | -   | Anatomy of Love                     |
| 1966 | "My Heart Reminds Me"                                 | -      | 31    | -        | -  | -   | The Way of Today!                   |
| 1966 | "Summer Samba (So Nice)"                              | -      | 32    | -        | -  | -   | Single                              |
| 1966 | "Until Today"                                         | -      | 39    | -        | -  | -   | Single                              |
| 1966 | "Now I Know the Feeling"                              | -      | 28    | -        | -  | -   | Single                              |
| 1967 | "Sunshine"                                            | -      | -     | -        | -  | -   | Single                              |
| 1967 | "There I Go"                                          | -      | -     | -        | 50 | -   | Vikki!                              |
| 1967 | "The Lesson"                                          | 34     | 1     | -        | -  | -   | Vikki!                              |
| 1967 | "It Must Be Him                                       | 3      | 1     | -        | 2  | 2   | It Must Be Him                      |
| 1968 | "She'll Be There"                                     | 99     | 13    | -        | -  | -   | Don't Break My Pretty Balloon       |
| 1968 | "Your Heart is Free Just Like the Wind"               | 91     | 32    | -        | -  | -   | Don't Break My Pretty Balloon       |
| 1968 | "Don't Break My Pretty Balloon"                       | 114    | 7     | -        | -  | -   | Don't Break My Pretty Balloon       |
| 1968 | "A Dissatisfied Man"                                  | -      | 18    | -        | -  | -   | Single                              |
| 1969 | "With Pen in Hand"                                    | 35     | 6     | -        | 39 | -   | For Once in My Life                 |
| 1969 | "Can't Take My Eyes off You"                          | -      | -     | -        | -  | -   | It Must Be Him                      |
| 1969 | "Eternity"                                            | 79     | 5     | -        | -  | -   | Single                              |
| 1970 | "Singing My Song"                                     | -      | 30    | -        | -  | -   | Nashville                           |
| 1970 | "Everybody's Talkin'"                                 | -      | -     | -        | -  | -   | Nashville                           |
| 1970 | "Ain't No Mountain High Enough"                       | -      | -     | -        | -  | -   | Vikki Carr's Love Story             |
| 1970 | "For Once in My Life"                                 | -      | -     | -        | -  | -   | For Once in My Life                 |
| 1970 | "I'll Be Home"                                        | 96     | 7     | -        | -  | -   | Vikki Carr's Love Story             |
| 1971 | "Six Weeks Every Summer (Christmas Every Other Year)" | -      | 28    | -        | -  | -   | Vikki Carr's Love Story             |
| 1971 | "I Can't Give Back the Love I Feel for You"           | -      | -     | -        | -  | -   | Superstar                           |
| 1971 | "Que Sea El"                                          | -      | -     | -        | -  | -   | Que Sea El                          |
| 1971 | "I'd Do It All Again"                                 | -      | 39    | -        | -  | -   | Superstar                           |
| 1972 | "The Big Hurt"                                        | 108    | 31    | -        | -  | -   | single                              |
| 1972 | "Grande, Grande, Grande"                              | -      | -     | -        | -  | -   | En Español                          |
| 1972 | "Let the Band Play On"                                | -      | -     | -        | -  | -   | single                              |
| 1973 | "Ms. America"                                         | -      | -     | -        | -  | -   | Ms. America                         |
| 1973 | "Leave a Little Room"                                 | -      | -     | -        | -  | -   | Live at the Greek Theatre           |
| 1974 | "Sleeping Between Two People"                         | -      | -     | -        | -  | -   | One Hell of a Woman                 |
| 1974 | "One Hell of a Woman"                                 | -      | -     | -        | -  | -   | One Hell of a Woman                 |
| 1974 | "Wind Me Up"                                          | -      | 45    | -        | -  | -   | One Hell of a Woman                 |
| 1974 | "It Came upon a Midnight Clear"                       | -      | -     | -        | -  | -   | Single                              |
| 1975 | "Hoy"                                                 | -      | -     | -        | -  | -   | Hoy                                 |
| 1975 | "Puttin' Myself in Your Hands"                        | -      | -     | -        | -  | -   | Single                              |
| 1980 | "Disculpame"                                          | -      | -     | -        | -  | -   | Y El Amor                           |
| 1980 | "Abrazame"                                            | -      | -     | -        | -  | -   | Y El Amor                           |
| 1981 | "Total"                                               | -      | -     | -        | -  | -   | El Retrato del Amor                 |
| 1982 | "Todo Me Gusta de Ti"                                 | -      | -     | -        | -  | -   | Vikki Carr                          |
| 1983 | "Ya"                                                  | -      | -     | -        | -  | -   | Vikki Carr                          |
| 1983 | "Prefiero Amar un Extraño"                            | -      | -     | -        | -  | -   | El Retrato del Amor                 |
| 1983 | "Eso No"                                              | -      | -     | -        | -  | -   | El Retrato del Amor                 |
| 1984 | "Comprendeme"                                         | -      | -     | -        | -  | -   | A Todos                             |
| 1985 | "Ni Princesa Ni Esclava"                              | -      | -     | -        | -  | -   | Simplemente Mujer                   |
| 1985 | "Atrapame"                                            | -      | -     | -        | -  | -   | Simplemente Mujer                   |
| 1985 | "Ni Me Viene Ni Me Va"                                | -      | -     | -        | -  | -   | Simplemente Mujer                   |
| 1985 | "Cantare, Cantaras"                                   | -      | -     | -        | -  | -   | Hermanos                            |
| 1986 | "Promesas"                                            | -      | -     | -        | -  | -   | Promesas                            |
| 1986 | "Yo Creo en un Mundo de Amor"                         | -      | -     | -        | -  | -   | OK Mr. Tango                        |
| 1986 | "Esta Noche Vendras"                                  | -      | -     | 33       | -  | -   | Esta Noche Vendras                  |
| 1986 | "Tu Dicha, Tu Calma"                                  | -      | -     | -        | -  | -   | Esta Noche Vendras                  |
| 1986 | "Asi es la Vida"                                      | -      | -     | -        | -  | -   | Esta Noche Vendras                  |
| 1987 | "Que No Que No"                                       | -      | -     | -        | -  | -   | Me Enloqueces                       |
| 1987 | "Fallaste Corazon"                                    | -      | -     | -        | -  | -   | Me Enloqueces                       |
| 1987 | "Me Parece Perfecto"                                  | -      | -     | -        | -  | -   | Me Enloqueces                       |
| 1987 | "Dos Corazones" (com Vicente Fernández)               | -      | -     | 10       | -  | -   | Dos Corazones                       |
| 1987 | "Juntos los Dos"                                      | -      | -     | -        | -  | -   | Dos Corazones                       |
| 1988 | "Mala Suerte"                                         | -      | -     | 3        | -  | -   | Esos Hombres                        |
| 1988 | "Hay Otro en Tu Lugar"                                | -      | -     | 14       | -  | -   | Esos Hombres                        |
| 1988 | "Esos Hombres"                                        | -      | -     | 37       | -  | -   | Esos Hombres                        |
| 1991 | "Cosas Del Amor (com Ana Gabriel)                     | -      | -     | 1        | -  | -   | Cosas del Amor                      |
| 1991 | "Me Estoy Volviendo Loca"                             | -      | -     | -        | -  | -   | Cosas del Amor                      |
| 1991 | "Con los Brazos Abiertos"                             | -      | -     | -        | -  | -   | Cosas del Amor                      |
| 1993 | "Dejame"                                              | -      | -     | 30       | -  | -   | Brindo a La Vida, Al Bolero, A Ti   |
| 1993 | "Nadie"                                               | -      | -     | -        | -  | -   | Brindo a La Vida, Al Bolero, A Ti   |
| 1993 | "Una Mujer"                                           | -      | -     | -        | -  | -   | Brindo a La Vida, Al Bolero, A Ti   |
| 1994 | "Amaneci en Tus Brazos"                               | -      | -     | -        | -  | -   | Recuerdo a Javier Solis             |
| 1994 | "Sombras"                                             | -      | -     | -        | -  | -   | Recuerdo a Javier Solis             |
| 1994 | "En Mi Viejo San Juan"                                | -      | -     | -        | -  | -   | Recuerdo a Javier Solis             |
| 1996 | "Emociones"                                           | -      | -     | -        | -  | -   | Emociones                           |
| 1996 | "Que No Se Rompa la Noche"                            | -      | -     | -        | -  | -   | Emociones                           |
| 1998 | "No Soy de Piedra"                                    | -      | -     | -        | -  | -   | Con El Mariachi Vargas de Tecalitan |